# Verzetsherdenkingskruis
Het Verzetsherdenkingskruis is een Nederlandse onderscheiding.
Het Verzetsherdenkingskruis is geen koninklijke maar een nationale onderscheiding, die werd ingesteld bij Koninklijk Besluit (nr. 104) op 19 december 1980 ter gelegenheid van de 35ste herdenking van de bevrijding. De onderscheiding is bestemd voor deelnemers aan het verzet tegen de bezetters van Nederlands grondgebied in de Tweede Wereldoorlog.
De instelling van deze onderscheiding was controversieel. Enerzijds waren er rechthebbenden die het niet aanvroegen vanwege 'te weinig, te laat'. Anderzijds waren er ook die het wel aanvroegen, maar niet toegekend kregen vanwege gebrek aan bewijs van hun (vermeende) verzetsdaden. In totaal hebben meer dan 18.000 mensen het kruis aangevraagd, aan 15.300 van hen is het kruis toegekend.
Het kruis is van zilver en werd door de Rijksmunt gemaakt. Het wordt gedragen na het Oorlogsherinneringskruis en voor het Ereteken voor Orde en Vrede. Behalve het model Verzetsherdenkingskruis kon diegene waar de onderscheiding toegekend werd ook een miniatuurkruis met baton apart zelf aanvragen. Het modelkruis wordt alleen gedragen bij officiële gelegenheden, het miniatuurkruis is voor speciale gelegenheden, door de drager zelf te kiezen.

## Symboliek van het verzetsherdenkingskruis
In de vormgeving van het Verzetsherdenkingskruis is het verzet tegen de bezetters van het grondgebied van het Koninkrijk der Nederlanden tijdens de Tweede Wereldoorlog tot uitdrukking gebracht. De achtergrond van dat verzet, in al zijn verscheidenheid, wordt weergegeven door de tekst in de horizontale balk - de tyranny verdryven - die is ontleend aan het zesde couplet van het Wilhelmus. Het vlammende zwaard in de verticale balk verzinnebeeldt zowel de slagvaardigheid van het gewapende verzet als het vuur van het geestelijke verzet. De kleuren van het aan het kruis verbonden lint symboliseren de eenheid van Nederland en het Huis van Oranje, te midden van de duisternis en de rouw, die de bezetters over de bevolking van het Koninkrijk deden neerdalen.

## Toekenningscriteria
De onderscheiding wordt op eigen verzoek toegekend aan:
- een ieder die behoorde tot een in het Koninklijk Besluit van 5 september 1944 Stb. E 62 genoemde erkende verzetsgroep of tot een andere bij de Buitengewone Pensioenraad dan wel de Stichting 1940-1945 bekende verzetsgroep
- een ieder die blijkens een beschikking van de Buitengewone Pensioenraad als deelnemer aan het verzet in de zin van de Wet buitengewoon pensioen 1940-1945 is of wordt erkend, ongeacht of hij/zij al dan niet in het genot is van een pensioen krachtens deze wet
- een ieder aan wie met toepassing van de Wet verbetering rechtspositie verzetsmilitairen (wet van 20 januari 1976 Stb. 19) onder de wapenen doorgebrachte tijd is toegekend
- de militairen die hebben behoord tot de Nederlandse Binnenlandse Strijdkrachten in bezet gebied (ingevolge artikel 2, 5e lid van de Wet verbetering rechtspositie verzetsmilitairen
- een ieder, die tijdens de Tweede Wereldoorlog in Oost-Azië op door Japan bezet gebied of Japans gebied aan, naar het oordeel van het betreffende comité, bedoeld in artikel 4, als verzet tegen de vijand aan te merken handelingen heeft deelgenomen
- een ieder die, niet vallende onder de bepalingen van a. tot en met e., naar het oordeel van het comité als bedoeld in artikel 4, eveneens als verzetsdeelnemer kan worden beschouwd.

Toekenning zal niet geschieden aan degene die zich tijdens de bezetting van het Koninkrijk uit Nederlands nationaal oogpunt beschouwd onwaardig heeft gedragen.
De toekenning van het Verzetsherdenkingskruis, kan postuum geschieden.
In het Koninklijk Besluit is geen sprake van het weer ontnemen van het Verzetsherdenkingskruis. Wanneer een drager voor een misdrijf wordt veroordeeld kan de rechter niet bepalen dat de veroordeelde het Verzetsherdenkingskruis moet inleveren of niet meer mag dragen. Er is ook geen sprake van het automatisch verlies van het kruis zoals dat gebeurt wanneer een Ridder in een Nederlandse Ridderorde wordt veroordeeld wegens een misdrijf. Toen in 2011 de dader van de naoorlogse moord op ir. Felix Guljé, de 96-jarige Atie Ridder-Visser, bekend werd, mocht zij haar Verzetsherdenkingskruis dan ook houden.

## Uitreiking
De eerste uitreiking(en) van het Verzetsherdenkingskruis heeft plaatsgevonden tijdens een plechtigheid in de Nieuwe Kerk te Amsterdam, op 5 mei 1981 door de toenmalige Koningin Beatrix der Nederlanden.
Een groot deel van degenen aan wie het verzetsherdenkingkruis toegekend werd, nabestaanden van de postume toekenning inbegrepen, gaf de voorkeur aan toezending per post.
Daarentegen wenste een aantal wel een speciale bijeenkomst. Door het Nationaal Comité is steeds gepoogd aan deze wens tegemoet te komen. Dankzij de medewerking van Z.K.H. Prins Bernhard der Nederlanden, van Commissarissen der Koningin en van Burgemeesters, kon een groot aantal officiële uitreikingsbijeenkomsten worden gehouden.
Daarbij moet ook worden vermeld dat door vertegenwoordigers van de Buitenlandse Dienst van het Ministerie van Buitenlandse Zaken, in de verschillende landen waar deze uitreikingen buiten Nederland werden verricht, voortreffelijk medewerking werd gegeven.

## Decorandi
Niet alle 15.300 gedecoreerden kunnen hier vermeld worden. Hieronder staan degenen wier daden of levenswijze voldoende aanleiding gaven tot een eigen Wikipedia-pagina.
| - Jan Aantjes - Anton Abbenbroek - Joop Abbink - Bastiaan Jan Ader - Johanna Adriana Ader-Appels - Aart Alblas - Max Appelboom - Ton Amerika - Winnie Arendsen de Wolff - Willem Arondeus - Pierre Louis d'Aulnis de Bourouill - Tex Banwell - Charles Bartelings - Eduard von Baumhauer - Menke Koos van der Beek - Jaap Beekman - Jan Beelaerts van Blokland - Hendrikus Dirk Jan Beernink - Martha Belinfante-Dekker - Christiaan Frederik van den Berg - Cornelia Johanna van den Berg-van der Vlis - Theo van Besouw - Arie Dirk Bestebreurtje - Pitty Beukema toe Water - Jo Blaauwgeers - Fokke Bleeker - Bennie Bluhm - Ina Boekbinder - Zus Boerma-Derksen - Sjaak Boezeman - Abraham du Bois - Tiny Boosman-van Delft - Eugénie Boutet - René Borgerhoff Mulder - Edzard Jacob Bosch van Rosenthal - Lodewijk Hendrik Nicolaas Frederik Marie Bosch van Rosenthal - Louis van den Bossche - Anne Anton Bosschart - Arie Bastiaan van Brakel - Walter Brandligt - Ellis Brandon - Titus Brandsma - Jan Breman (diplomaat) - Jacobus Brouwer - Johanna Bruins - Victor Eduard van der Capellen - Jean Michel Caubo - Maarten Cieremans - Karel Citroen - Nicolaas Corstanje - Freerk Datema - Henk Deinum - Jan van Delft - Theo van Dijke - Pieter van Dijke - Kornelis Dijkema - Gerard Dogger - Pim van Doorn - Klaas van Dorsten - Theodorus Dubois - Harald Frederik Dudok van Heel - Kees Dutilh - Boy Ecury - Joop van Elsen - Samuel Esmeijer - Enk Feldhaus van Ham - Joke Folmer - Herman Friedhoff - Rienk Feenstra - Cornelis Garritsen - Jos Gemmeke - Gradus Antonius Gerritsen - Hendrika Jacoba Gerritsen-Heinsius - Adrianus Theodorus Johannes van Gestel - Bob de Geus - Cornelia Maria Gilles - Adriaan Ferdinand van Goelst Meijer - Ronnie Goldstein-van Cleef - Sietje Gravendaal-Tammens - Bram Grisnigt - Theodorus Johannes Maria Gruter - Willemijn van Gurp - Bert Haanstra - Jules Haeck - Lodo van Hamel - Gerard van Hamel - Annick van Hardeveld - Jan Dirk van der Harten - Frans van der Have - Erik Hazelhoff Roelfzema - Harald Frederik Dudok van Heel - Fons van der Heijden - Eugene van der Heijden - Rudi Hemmes - Petertje van den Hengel - Marcel Hertz - Johan Heyboer - Cornelis Pieter van den Hoek - Adrian Hoekstra - Hans Hoets - Harry Linthorst Homan - Adri Hommerson - Johannes Hoogendoorn - Jan Houtsma - Wiel Houwen - Jacobus van der Houwen - Gerard Hueting - Mimi van den Hurk - Daniel Johannes Huygens - Berend IJzerman - Wilco Jiskoot - Ernst de Jonge - Minus de Jonge - Leendert Marie Jonker - Ab Jüdell - Eduard Janssens - Fritz Kahlenberg - Ingeborg Kahlenberg - Gerrit Kars - Adriaan de Keizer - Jo Kelderman - Joseph Kentgens - Emile Kerkhoven - Maurits Kiek - Henk Kikkert - Dick Kleisen - Jan Klingen - Johannes Klingen - Siewert de Koe - Anton de Kom - Jan Krol - Tineke Kröner | - Sander Lagerweij - Leo van Lamsweerde - Bib van Lanschot - Janny Laupman - Hendrik Leemreize - Hannie van Leeuwen - Johannes Petrus Lijding - Harry Linthorst Homan - Bernhard van Lippe-Biesterfeld - Henk van Loenen - Anje Lok - Cilia Loots - Herman Lugthart - Joop Luijkenaar - George Maduro - Nel Meijer - Louise de Montel - Adriën Moonen - Jacob de Mos - Daniël de Moulin - Gustav H. Müller - Jet van Oijen - Gusta Olivier-Vonk - Chris van Oosterzee - Jacobus Oranje - Leen Papo - Jan Peelen - Leonardus Hendrik Penninkx - Selma van de Perre - Jan Mathijs Peters - Jan Poort - Willem Poorterman - Leen Pot - Johannes Post - Marianne van Raamsdonk - Tonny van Renterghem - Atie Ridder-Visser - Ab van 't Riet - Jan Rietveldt - Johannes Rijpstra - Gerrit Rijke - Eric Roest - Binne Roorda - Piet Roubos - Jan Hielke Roukema - Theo Ruiter - Jaap Rus - Harry Roossien - Adeline Salomé-Finkelstein - Hannie Schaft - Jan Schelvis - Joan Schimmelpenninck - Norbert Schmelzer - Pieter Meindert Schreuder - Pierre Schunck - Willem Sebel - Pieter Jacob Six - Jan van der Sloot - Frans Smits - Jan Snijders - Jan Marginus Somer - Gerard Spanhaak - Tivadar Emile Spier - Albert van Spijker - Jaap Spruijt - Herman Stakenborg - Cor van Stam - Bram van der Stok - Frans Stroethoff - Jan van Straelen - Samuël Swarts - Herman Daniël Joannes Swaters - Peter Tazelaar - Belinde M. Thöne-Siemens - Sam Timmers Verhoeven - Hetty van der Togt - Chris Tonnet - Marten Toonder - Gerrit van de Top - Ben Ubbink - Johan Heinrich Christoffel Ulrici - Egbert Veen - Gerrit van der Veen - Pierre van der Veer - Ida Veldhuyzen van Zanten - Meindert Veldman - Mink Verbaan - Jan Andreas Verhoeff - Nico Viëtor - Gerardus Vleugels - Cornelis Vlot - Gusta Olivier-Vonk - Henri Vroom - Helena van Weering-Mulder - Pieter Weij - Johan Hendrik Weidner - Douwe Weima - Marten Wiegeraadt - Derk Wildeboer - Jaap Wolff - Juul Zandbergen - Tiem Zomer |

## Duitse dragers van het Verzetsherdenkingskruis
Een aantal Duitse antifascisten was betrokken bij het Nederlandse verzet. Na de oorlog zijn zes Duitsers en een Oostenrijker geëerd met het Verzetsherdenkingskruis. Het zijn: de tekenaar Fritz Behrendt, Karl B.R.P. Gröger, Joep Henneböhl, Fritz en Ingeborg Kahlenberg, Gustav H. Müller en Belinde M. Thöne-Siemens.

## Legeronderdelen
De volgende legeronderdelen zijn met het Verzetsherdenkingskruis onderscheiden:
- Regiment Stoottroepen Prins Bernhard
- Bataljon Friesland (nu: Regiment Infanterie Johan Willem Friso)
- Bataljon Margriet (nu: Regiment Limburgse Jagers)
- Het voormalige 1e Dutch National Battalion
- Amerikaanse divisies en diensten betrokken bij de bevrijding van Nederland.
- Britse diensten betrokken bij hulp aan het Nederlands verzet.

Alleen het Regiment Stoottroepen Prins Bernhard voert de onderscheiding als vaandeldecoratie.

## Lijst van Bijzondere uitreikingen
- Kazernes vernoemd naar verzetsstrijders

Op 15 maart 1984 werd in de Prins Willem Alexanderkazerne te Gouda, door Zijne Koninklijke Hoogheid Prins Bernhard der Nederlanden het verzetsherdenkingkruis  
- postuum toegekend aan Generaal-majoor Henri Koot, Luitenant Kolonel Christiaan Tonnet en Johannes Post - uitgereikt aan de kazernes die de naam van deze verzetsstrijders dragen.
- Politie Academie, vernoemd naar verzetsstrijder

Op 28 november 1984 werd door Z. K. H. Prins Bernhard der Nederlanden, het postuum toegekende verzetsherdenkingskruis aan Samuel Esmeijer, uitgereikt aan de Nederlandse Politie Academie te Apeldoorn.
- Onbekende Verzetsstrijder

In het kader van het Internationaal Verzetscongres te Rotterdam werd op 7 juni 1985 door Z.K.H. Prins Bernhard der Nederlanden het verzetsherdenkingskruis uitgereikt aan de onbekende verzetsstrijder in Nederland en aan de onbekende Nederlandse verzetsstrijder in Oost-Azië.